# Harold Kreis
Harold „Harry“ Kreis (* 19. Januar 1959 in Winnipeg, Manitoba) ist ein ehemaliger deutsch-kanadischer Eishockeyspieler und derzeitiger -trainer, der seit März 2023 als Bundestrainer der deutschen Eishockeynationalmannschaft tätig ist. Kreis ist Mitglied der Hall of Fame Deutschlands, bestritt 180 Spiele für die deutsche Nationalmannschaft und 888 Erstligaspiele für den Mannheimer ERC.

## Herkunft und Familie
Harold Kreis wurde zwar in Kanada geboren, seine Eltern stammen aber aus Hannover und Rosenheim in Deutschland. Kreis hat mit seiner ersten Ehefrau Irene zwei gemeinsame Kinder. Mit seiner zweiten Ehefrau lebt Kreis in Ladenburg unweit von Mannheim, wo er fast seine komplette Spielerkarriere verbracht hat.

## Spielerkarriere

### Zwei Jahrzehnte beim MERC bzw. Adler Mannheim
1978 suchte der Trainer des in die Eishockey-Bundesliga aufgestiegenen Mannheimer ERC, Heinz Weisenbach, in Kanada Spieler mit deutschen Vorfahren, um so – auf sehr umstrittene Weise – die Ausländerbegrenzung in der Eishockey-Bundesliga zu unterlaufen. Harold Kreis meldete sich zusammen mit elf anderen „Deutsch-Kanadiern“, von denen schließlich er und vier andere (Roy Roedger, Manfred Wolf, Peter Ascherl und Dan Djakalovic) beim MERC blieben. Er selbst spielte vor seiner Karriere in Deutschland bei den Calgary Wranglers in der kanadischen Juniorenliga Western Canada Hockey League und nach seiner Übersiedelung nach Deutschland insgesamt 19 Spielzeiten ununterbrochen für den MERC in der Bundesliga beziehungsweise ab 1994 für die Adler Mannheim in der Deutschen Eishockey Liga. Dabei absolvierte er 891 Spiele und war über viele Jahre der Kapitän seines Teams. Insgesamt erzielte er 598 Scorerpunkte. Mit Mannheim wurde er 1980 und 1997 Deutscher Meister.
Die Karriere von Harold Kreis erhielt am 7. September 1980 in einem harten Spiel gegen die Mannschaft des VfL Bad Nauheim einen herben Rückschlag. Ohne Einwirkung eines Gegenspielers prallte er mit dem Gesicht gegen die Bande und zog sich dabei schwere Gesichtsverletzungen zu, die operiert werden mussten. Erst drei Monate später konnte er wieder auflaufen. Kreis war ein ungewöhnlich zäher und körperlich fitter Spieler. So erhielt er oftmals Eiszeiten von bis zu 45 Minuten pro Spiel, was ungefähr der doppelten Eiszeit eines heutigen Spielers entspricht. Gleichzeitig stehen für Kreis nur 628 Strafminuten während seiner gesamten Laufbahn in Mannheim zu Buche.

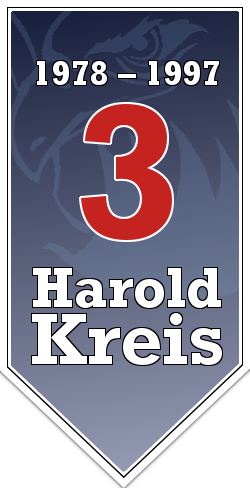
Banner mit der gesperrten Nummer 3 in der SAP-Arena

Als besondere Anerkennung für seine großen sportlichen Leistungen erhielt er im letzten Spiel der Saison im Spiel gegen die Kassel Huskies den letzten Pass, wobei ihm der Puck von einem Gegenspieler mit Absicht zugespielt wurde. Unmittelbar nach der letzten Meisterschaft beendete er seine Karriere, seine Rückennummer 3 wird seitdem von den Adlern Mannheim nicht mehr vergeben. Sein Trikot wurde symbolisch unter das Hallendach der SAP-Arena gehängt. Zu seinen Ehren wurden von den Adler Mannheim Trikots mit der Rückennummer 888 hergestellt und während des Abschiedsspiels von Harold Kreis im Jahr 1998 an seine Fans verkauft. Während seiner aktiven Zeit spielte er außerdem 180-mal für die deutsche Nationalmannschaft und gehörte dort über viele Jahre zu den Leistungsträgern.

## Trainerkarriere
Nach dem Ende seiner Spielerlaufbahn arbeitete er zunächst für drei Jahre als Assistenz-Trainer bei den Adlern, in der Saison 2000/01 in derselben Position bei den Kölner Haien. Anschließend trainierte er den EC Bad Nauheim in der 2. Bundesliga. Bei der Weltmeisterschaft Division I (früher B-WM) 2002 in Eindhoven fungierte er als Co-Trainer der gastgebenden niederländischen Nationalmannschaft, die von seinem alten Freund und Mannheimer Weggefährten Manfred Wolf trainiert wurde.

### Wechsel in die Schweiz
Danach arbeitete Kreis in der Schweizer Nationalliga A als Assistenz- und Jugendtrainer beim HC Davos. Im Sommer 2005 übernahm er dort als Chefcoach den EHC Chur in der Nationalliga B. Ab 10. März 2006 war er Headcoach des HC Lugano in der Nationalliga A und führte ihn gleich zur Schweizer Meisterschaft. Er hatte die Mannschaft übernommen, als diese im Playoff-Viertelfinale mit 0:2 Spielen gegen Ambrì im Hintertreffen lag. Dass er dennoch die Wendung schaffte und Lugano zum Meister machte, wurde später als das „erstaunlichste Comeback in der Schweizer Playoff-Geschichte“ bezeichnet.
In der nachfolgenden Saison stand er bei den ZSC Lions in Zürich als Headcoach unter Vertrag. Er scheiterte 2006/07 in den Playoffs am HC Davos mit 3:4 (nach einer 3:1-Führung), wurde aber 2007/08 erneut Schweizer Meister.

### DEG und Adler Mannheim
Ab der Saison 2008/09 war er Trainer der DEG Metro Stars. In seinem ersten Jahr in der DEL wurde er mit der DEG Vizemeister 2009, nachdem er die Hauptrunde mit seiner Mannschaft als Tabellendritter beendet hatte. In der nachfolgenden Saison 2009/10 wurde Kreis im März 2010 in Düsseldorf entlassen. Er wechselte später schließlich zu den Adler Mannheim.
Mit den Adlern konnte er in seiner zweiten Spielzeit Vizemeister werden, als seine Mannschaft nach fünf Spielen der Best-of-Five-Serie den kürzeren zog. Zusätzlich übernahm Kreis 2010 das Amt des Co-Trainers der deutschen Nationalmannschaft. Am 31. Dezember 2013 trennten sich die Adler Mannheim und Harold Kreis nach einer Niederlagenserie einvernehmlich.

### Rückkehr in die Schweiz
Zur Saison 2014/15 trat er den Posten als Headcoach beim EV Zug in der National League A an. In der Saison 2016/17 führte er den EVZ in die NLA-Finalserie, dort unterlag seine Mannschaft aber dem SC Bern mit 2:4-Siegen. In den beiden vorherigen Spielzeiten war Zug unter Kreis’ Leitung jeweils nicht über das Playoff-Viertelfinale hinausgekommen. Ende April 2017 wurde sein Vertrag beim EVZ um zwei Jahre verlängert. Im Anschluss an die Saison 2017/18, in der seine Mannschaft Zweiter der Punktrunde geworden war und danach im Playoff-Viertelfinale ausgeschieden war, kam es zwischen Kreis und dem EV Zug zur Trennung.

### Erneut Trainer der DEG
Zur Saison 2018/19 kehrte er als Cheftrainer zur Düsseldorfer EG zurück, bei der er bereits von 2008 bis 2010 als Cheftrainer tätig gewesen war. Nachdem die DEG die beiden Spielzeiten zuvor lediglich Elfter geworden war und somit die Pre-Playoffs verpasst hatte, führte Kreis den Verein vom sechsten Tabellenplatz wieder in die Playoffs, wo er im Viertelfinale in sieben Spielen der Best-of-Seven-Serie an den Augsburger Panthern scheiterte. Während der Vorbereitung zur Saison 2019/20 wurde der Vertrag mit Kreis bis 2022 verlängert. Nachdem Kreis auch in der Saison 2019/20 als Tabellenfünfter die Playoffs erreicht hatte, verpasste sein Team in der folgenden Saison am letzten Spieltag der Gruppe Nord das Viertelfinale. Am 5. November 2021 absolvierte Kreis seine 500. DEL-Partie als Trainer. Am 9. Februar 2022 wurde bekannt, dass Kreis nach der Saison 2021/22 zu dem DEL-Club Schwenninger Wild Wings wechseln wird. Die Hauptrunde 2021/22 schloss die DEG als Tabellenneunter ab und erreichte das Viertelfinale, das die DEG mit 1:3-Siegen gegen den EHC Red Bull München verlor. Die Hauptrunde 2022/23 der DEL schlossen die Schwenninger Wild Wings unter Kreis als Tabellenzwölfter ab.

### Bundestrainer
Der vorherige Bundestrainer Toni Söderholm war im November 2022 zurückgetreten. Im März 2023 folgte ihm Kreis im Amt als Bundestrainer der deutschen Eishockeynationalmannschaft. Diese erreichte bei der Eishockey-Weltmeisterschaft 2023 das Finale. Sie gewann das Halbfinale gegen die USA mit 4:3 (2:2, 0:1, 1:0, 1:0) nach Verlängerung und sicherte sich so die erste WM-Medaille seit 70 Jahren. Ein Jahr später erreichte seine Mannschaft bei der Weltmeisterschaft in Tschechien den 6. Platz, nachdem sie im Viertelfinale knapp an der Schweiz gescheitert war.

### Statistik
Kreis weist als Trainer in der DEL eine Siegquote von 54,1 Prozent auf, gewann bisher 297 seiner 549 Spiele (Stand: Ende der Saison 2021/22).

## Erfolge und Auszeichnungen

### Als Spieler
- 1980 Deutscher Meister mit dem Mannheimer ERC
- 1983 Spieler des Jahres der Eishockey-Bundesliga
- 1997 Deutscher Meister mit den Adlern Mannheim

### Als Trainer
- 2006 Schweizer Meister mit dem HC Lugano
- 2008 Schweizer Meister mit den ZSC Lions
- 2009 Deutscher Vizemeister mit den DEG Metro Stars
- 2012 Deutscher Vizemeister mit den Adler Mannheim
- 2023 Silbermedaille bei der Eishockey-Weltmeisterschaft der Herren 2023